# Coronavirus-Einreiseverordnung
Die Verordnung zum Schutz vor einreisebedingten Infektionsgefahren in Bezug auf das Coronavirus SARS-CoV-2 (Coronavirus-Einreiseverordnung – CoronaEinreiseV) war eine im Zusammenhang mit der COVID-19-Pandemie in Deutschland erlassene Rechtsverordnung der deutschen Bundesregierung.
Sie diente dazu, bei der Überschreitung der deutschen Grenze auf dem Land-, Wasser- oder Luftweg aus dem Ausland Infektionen mit dem Coronavirus SARS-CoV-2 und Virusvarianten in Deutschland zu verhindern (§ 1 CoronavirusEinreiseV). Dazu wurden sowohl für die einreisenden Personen als auch die Verkehrsunternehmen und Mobilfunknetzbetreiber verschiedene Nachweis- und Informationspflichten begründet und sowohl vorsätzliche als auch fahrlässige Verstöße gem. § 73 Abs. 1a Nr. 24 IfSG als Ordnungswidrigkeit mit einer Geldbuße bis zu fünfundzwanzigtausend Euro geahndet.

## Entstehungsgeschichte

### Ermächtigungsgrundlage und Begriffsbestimmungen
Mit Art. 1 Nr. 18 des Dritten Gesetzes zum Schutz der Bevölkerung bei einer epidemischen Lage von nationaler Tragweite wurde mit Wirkung zum 19. November 2020 die im rechtswissenschaftlichen Schrifttum umstrittene Ermächtigung des Bundesgesundheitsministeriums zum Erlass von Einreiseregelungen in § 5 Abs. 2 des Infektionsschutzgesetzes (IfSG a.F.) in § 36 Abs. 8–10 IfSG neu gefasst.
Zu diesem Zeitpunkt wurde die Bundesregierung ermächtigt, „sofern der Deutsche Bundestag eine epidemische Lage von nationaler Tragweite festgestellt hat, durch Rechtsverordnung festzulegen, dass Personen, die in die Bundesrepublik Deutschland einreisen wollen oder eingereist sind, und bei denen die Möglichkeit besteht, dass sie einem erhöhten Infektionsrisiko für die übertragbare Krankheit, die zur Feststellung der epidemischen Lage von nationaler Tragweite geführt hat, ausgesetzt waren, insbesondere, weil sie sich in einem Risikogebiet aufgehalten haben, ausschließlich zur Feststellung und Verhinderung der Verbreitung dieser Krankheit verpflichtet sind, der zuständigen Behörde elektronisch oder durch eine schriftliche Ersatzmitteilung Auskunft über ihre personenbezogenen Angaben und ihre Aufenthaltsorte bis zu zehn Tage vor und nach der Einreise zu erteilen.“ Die an die zuständigen Behörden übermittelten Daten sollten einer effektiven Kontrolle der Einhaltung der nach den Landesvorschriften vorgesehenen Absonderung dienen.
Daraufhin wurden die Regelungen der bisherigen Verordnung des Bundesgesundheitsministeriums zur Testpflicht von Einreisenden aus Risikogebieten vom 4. November 2020 sowie der Anordnungen betreffend den Reiseverkehr nach Feststellung einer epidemischen Lage von nationaler Tragweite durch den Deutschen Bundestag vom 5. November 2020 auf Basis der neuen Ermächtigungsgrundlage in § 36 IfSG in die Coronavirus-Einreiseverordnung der Bundesregierung vom 13. Januar 2021 überführt. Diese CoronaEinreiseV regelte zunächst befristet bis zum 31. März 2021 ergänzend zu den Quarantäneregelungen der Länder einheitlich Anmelde-, Test- und Nachweispflichten der Einreisenden sowie Pflichten von Verkehrsunternehmen und Mobilfunknetzbetreibern im Zusammenhang mit der Einreise in die Bundesrepublik Deutschland nach Aufenthalt in einem Risikogebiet.
Zum Schutz vor in Deutschland noch nicht verbreitet vorkommenden Virusvarianten mussten sich nach der Coronavirus-Einreiseverordnung vom 12. Mai 2021 Personen, die in die Bundesrepublik Deutschland einreisen wollen oder eingereist sind und bei denen die Möglichkeit bestand, dass sie einem erhöhten Risiko für eine Infektion mit dem Coronavirus SARS-CoV-2 ausgesetzt waren, unverzüglich nach der Einreise für einen bestimmten Zeitraum in geeigneter Weise auf eigene Kosten absondern. Die Einreisequarantäne wurde nun bundeseinheitlich geregelt sowie ein Beförderungsverbot aus Virusvariantengebieten in die Regularien integriert.
Mit Wirkung zum 10. Juni 2021 wurden die Absonderungspflichten über den 30. Juni 2021 hinaus bis zum 28. Juli 2021 verlängert. Zur Pflege internationaler Beziehungen und zum Zweck zwischenstaatlicher Verständigung wurden Ausnahmen von der Anmelde- und Absonderungspflicht für hochrangige Mitglieder des diplomatischen oder konsularischen Dienstes, von Volksvertretungen oder Regierungen bei Aufenthalten von bis zu 72 Stunden und bei Einhaltung eines strengen Schutz- und Hygienekonzeptes, insbesondere einer täglichen Testung, auf Virusvariantengebiete erstreckt. Die Ausnahme von der Absonderungspflicht für Personen, die zur Vorbereitung, Teilnahme, Durchführung und Nachbereitung internationaler Sportveranstaltungen durch das jeweilige Organisationskomitee akkreditiert werden und in die Bundesrepublik Deutschland einreisten, wurden für einen eng umgrenzten Personenkreis unter der Voraussetzung umfangreicher Schutz- und Hygienekonzepte auch auf Voraufenthalte in Virusvariantengebieten erstreckt, um angesichts des dann als epidemiologisch vertretbar eingeschätzten Risikos negative Auswirkungen auf den Sportstandort Deutschland zu vermeiden.
Mit der Zweiten Verordnung zur Änderung der Coronavirus-Einreiseverordnung wurden Personen, die sich in einem Virusvariantengebiet aufgehalten hatten und die über einen vollständigen Impfschutz mit einem Impfstoff verfügen, dessen Wirksamkeit gegen die Virusvariante vom Robert Koch-Institut festgestellt und auf seiner Internetseite bekannt gemacht wurde, nach Übermittlung ihres Impfnachweises von der Absonderungspflicht befreit.
Risikogebiete wurden seit dem 1. August 2021 in zwei Kategorien als Hochrisikogebiete oder Virusvariantengebiete ausgewiesen. Alle Einreisenden wurden verpflichtet, bei der Einreise einen Impf-, Test-, Genesenennachweis vorzulegen. Seit dem 23. Dezember 2021 mussten Einreisende über einen Testnachweis verfügen, der auf einer Testung mittels Nukleinsäurenachweis (PCR, PoC-NAAT oder weitere Methoden der Nukleinsäureamplifikationstechnik) beruhte und bei Beginn der Beförderung bzw. Einreise maximal 48 Stunden zurückliegen durfte. Mit Art. 2 der Verordnung zur Änderung der COVID-19-Schutzmaßnahmen-Ausnahmenverordnung und der Coronavirus-Einreiseverordnung vom 14. Januar 2022 wurden die Definition der Impf- und Genesenennachweise aus der COVID-19-Schutzmaßnahmen-Ausnahmenverordnung übernommen (vgl. § 2 Nr. 8, 10 Coronavirus-EinreiseV, § 2 Nr. 3, Nr. 5 SchAusnahmV).
Mit Wirkung zum 19. März 2022 wurden die Begriffe Impf-, Genesenen- und Testnachweis „aufgrund der besonderen Bedeutung“ in § 22a Abs. 1–3 des Infektionsschutzgesetzes gesetzlich definiert. § 2 Satz 1 Nr. 6, 7 und 9 CoronaEinreiseV verweisen seitdem auf diese Regelungen.

### Geltungsdauer
Die Coronavirus-Einreiseverordnung vom 28. September 2021 war ursprünglich bis zum 31. Dezember 2021 befristet. Die Geltungsdauer wurde jedoch mit der Ersten Verordnung zur Änderung der Coronavirus-Einreiseverordnung vom 8. November 2021 zunächst bis zum 15. Januar 2022, mit der Zweiten Verordnung zur Änderung der Coronavirus-Einreiseverordnung vom 22. Dezember 2021 dann bis zum 3. März 2022 und mit der Dritten Verordnung zur Änderung der Coronavirus-Einreiseverordnung vom 1. März 2022 bis zum 19. März 2022 verlängert. Art. 3 des Gesetzes zur Änderung des Infektionsschutzgesetzes und anderer Vorschriften vom 18. März 2022 verlängert die Geltungsdauer bis zum 28. April 2022. Mit Art. 1 der Vierten Verordnung zur Änderung der Coronavirus-Einreiseverordnung wurde die Geltungsdauer bis zum 31. Mai 2022 verlängert.
§ 36 Abs. 12 IfSG in der Fassung des Dritten Gesetzes zum Schutz der Bevölkerung bei einer epidemischen Lage von nationaler Tragweite vom 18. November 2020 sah vor, dass mit der Aufhebung der Feststellung der epidemischen Lage von nationaler Tragweite durch den Deutschen Bundestag auch eine Rechtsverordnung mit Einreisebeschränkungen außer Kraft tritt.
Gem. § 36 Abs. 12 Satz 1 IfSG in der Fassung des Gesetzes zur Vereinheitlichung des Stiftungsrechts und zur Änderung des Infektionsschutzgesetzes vom 16. Juli 2021 durfte die Coronavirus-Einreiseverordnung bis zu einem Jahr nach der Aufhebung der Feststellung der epidemischen Lage durch den Deutschen Bundestag in Kraft bleiben. Da der Deutsche Bundestag nach seinem letzten Feststellungsbeschluss vom 25. August 2021 nicht spätestens drei Monate später das Fortbestehen der epidemischen Lage festgestellt hatte, galt die Feststellung vom 25. August 2021 am 25. November 2021 als aufgehoben (§ 5 Abs. 1 Stz 3 IfSG). Die Coronavirus-Einreiseverordnung wäre danach spätestens am 25. November 2022 außer Kraft treten. Allerdings wurde die Ermächtigung bis zum 7. April 2023 verlängert (§ 36 Abs. 12 IfSG).

### Eingeschränkte Grundrechte
Durch die CoronaEinreiseV wurden die Grundrechte der körperlichen Unversehrtheit (Art. 2 Abs. 2 Satz 1 des Grundgesetzes), der Freiheit der Person (Art. 2 Abs. 2 Satz 2 GG), der Freizügigkeit (Art. 11 Abs. 1 GG) und der Unverletzlichkeit der Wohnung (Art. 13 Abs. 1 GG) eingeschränkt (§ 36 Abs. 13 IfSG).

## Inhalt

### Pflichten von Einreisenden
Personen, die das sechste Lebensjahr vollendet haben, mussten bei der Einreise in die Bundesrepublik Deutschland über einen Test-, Genesenen- oder Impfnachweis verfügen (§ 5 Abs. 1 CoronavirusEinreiseV, 3G-Regel).
Personen, die sich in den letzten zehn Tagen vor der Einreise in einem zum Zeitpunkt der Einreise als Virusvariantengebiet eingestuften Gebiet aufgehalten haben, mussten bei der Einreise über einen PCR-Testnachweis verfügen (§ 5 Abs. 2 CoronavirusEinreiseV). Das galt auch für Genesene und Geimpfte (2G-plus). Diese Personen sind außerdem zu einer digitalen Einreiseanmeldung verpflichtet (§ 3 CoronavirusEinreiseV) und mussten sich bis zum 2. März 2022 nach der Einreise auf eigene Kosten für einen Zeitraum von bis zu 14 Tagen in ihrer Haupt- oder Nebenwohnung in Absonderung begeben (§ 4 CoronavirusEinreiseV). Seit dem 3. März 2022 gelten keine Staaten oder Regionen mehr als Hochrisikogebiete. Personen, die eine Urlaubsreise in ein bereits zum Zeitpunkt der Abreise eingestuftes Risikogebiet antraten, erhielten nach ihrer Rückkehr keine Entschädigung wegen Verdienstausfall nach § 56 Abs. 1 IfSG, weil sie durch Nichtantritt der Reise die Absonderung hätten vermeiden können. Sie waren vor Reisebeginn zum Rücktritt vom Reisevertrag berechtigt (§ 651h BGB).
Von den Pflichten bei Einreise waren gem. § 6 CoronavirusEinreiseV nur bestimmte Personen ausgenommen, beispielsweise offizielle Delegationen, die über das Regierungsterminal des Flughafens Berlin Brandenburg oder über den Flughafen Köln/Bonn nach Deutschland einreisten sowie hochrangige Mitglieder des diplomatischen oder konsularischen Dienstes, von Volksvertretungen oder Regierungen, die sich weniger als 72 Stunden in einem Hochrisiko- oder Virusvariantengebiet aufgehalten hatten, Grenzpendler und Grenzgänger oder Personen, die bei Aufenthalten von weniger als 72 Stunden in der Bundesrepublik Deutschland Verwandte ersten Grades besuchen wollten (§ 1589 Abs. 1 Satz 3 BGB).
Einem Beförderungsunternehmen mussten die erforderlichen Nachweise vor Antritt der Reise vorgelegt, während der Reise mitgeführt und bei der Einreise zur polizeilichen Kontrolle auf Verlangen vorgelegt werden (§ 7 CoronavirusEinreiseV).

### Pflichten der Verkehrsunternehmen
Verkehrsunternehmen durften Personen, die aus einem Hochrisiko- oder Virusvariantengebiet in die Bundesrepublik Deutschland einreisen wollen, nur befördern, wenn diese Personen eine Bestätigung der erfolgreichen digitalen Einreiseanmeldung oder eine vollständig ausgefüllte Ersatzmitteilung vorgelegt hatten. Für eine Beförderung auf dem Luftweg war zusätzlich ein Test-, Genesenen- oder Impfnachweis erforderlich (§ 9 CoronavirusEinreiseV).
Beförderungen aus Virusvariantengebieten in die Bundesrepublik Deutschland waren nur zulässig, wenn es sich um deutsche Staatsangehörige sowie jeweils ihre Ehepartner, Lebensgefährten aus demselben Haushalt, minderjährige Kinder und Elternteile bei minderjährigen Kindern handelte. Ausländische Staatsangehörige mussten einen Wohnsitz und ein Aufenthaltsrecht in der Bundesrepublik Deutschland haben. Für ausländische Touristen bestand demnach ein Beförderungsverbot.
Die Beförderung musste dem Bundespolizeipräsidium vorher angezeigt werden. Bei Beförderungen aus Mitgliedstaaten der Europäischen Union sowie aus dem Vereinigten Königreich Großbritannien und Nordirland brauchte der Lebensgefährte nicht demselben Haushalt anzugehören (§ 10 CoronavirusEinreiseV).
Die Beförderer mussten die von ihnen elektronisch gespeicherten Daten zur Identifikation der beförderten Personen, deren Kontaktdaten sowie Passagierlisten und Sitzpläne 30 Tage lang aufbewahren (§ 11 CoronavirusEinreiseV).

### Pflichten der Mobilfunknetzbetreiber
Bis zum 27. April 2022 stellte die Bundesregierung den Betreibern eines öffentlichen Mobilfunknetzes in Deutschland eine Kurznachricht mit den geltenden Einreise- und Infektionsschutzbestimmungen zur Verfügung („Einreise-“ oder „Corona-SMS“), die die Betreiber ihren Nutzern nach der Einreise zugänglich machen mussten (§ 12 CoronavirusEinreiseV in der vor dem 28. April 2022 geltenden Fassung). Diese Regelung wurde zum 28. April 2022 aufgehoben. Die Versendung der SMS verursachte bei den Netzbetreibern sehr hohe monatliche Kosten bei geringer nachgewiesener Nutzung.